# Carolina Hurricanes
Carolina Hurricanes je hokejaški klub iz Raleigha u američkoj saveznoj državi Sjevernoj Karolini.
Nastupa u NHL ligi od 1997./1998. godine, kada su zamijenili Hartford Whalerse, prijenosom franšize. 
Domaće klizalište: 
- Greensboro Colliseum (do 1999/2000.)
- Raleigh Entertainment and Sports Arena (od 1999.-)

Klupske boje: crvena, crna i srebrna

## Vanjske poveznice
Carolina Hurricanes